# Larissa Gaspar
Larissa Gaspar (Fortaleza),  é uma política brasileira, filiada ao PT. 
Nas eleições de 2022, foi eleita deputada estadual pela CE.